# Zoothera imbricata
Zoothera imbricata — вид воробьиных птиц из семейства дроздовых.

## Таксономия
Ранее считался подвидом Zoothera dauma. Принадлежит к группе (возможно, комплексу видов), которая включает Zoothera lunulata, Zoothera heinei, Zoothera machiki, Zoothera talaseae, Zoothera margaretae и др. Z. imbricata отличаются от прочих более мелкими размерами, более длинным клювом и рыжим цветом нижней стороны тела.

## Распространение
Гнездятся в дождевых лесах в юго-западной части Шри-Ланки. Не мигрируют.

## Охранный статус
МСОП присвоил виду охранный статус NT.